# Banasa sordida
Banasa sordida är en insektsart som först beskrevs av Philip Reese Uhler 1871.  Banasa sordida ingår i släktet Banasa och familjen bärfisar. Inga underarter finns listade i Catalogue of Life.